# ویلا واکا گازمن
ویلا واکا گازمن (به انگلیسی: Villa Vaca Guzmán) یک شهر کوچک در بولیوی است.